# Criccieth
Criccieth est une petite ville et une communauté du Gwynedd, au pays de Galles.

## Géographie
Criccieth est située dans le sud-est de la péninsule de Llŷn, sur le littoral de la baie de Cardigan, à 8 km à l'ouest de la ville de Porthmadog. La ville est dominée par les ruines du château de Criccieth (en). Elle est traversée par la route A497 (en) et possède une gare (en) sur la Cambrian Coast Line (en).

## Démographie
Au recensement de 2011, la communauté de Criccieth comptait 1 753 habitants.

## Personnalités
- Lloyd George crée son propre cabinet d'avocat qu’il tient avec son frère à partir de 1887.
- Margaret Lloyd George y décède en 1941.